# Matsumoto Seichō Memorial Museum
Il Matsumoto Seichō Memorial Museum (北九州市立松本清張記念館?, Kitakyūshū-shiritsu Matsumoto Seichō Kinenkan) è un museo letterario con sede a Kitakyūshū, in Giappone. È dedicato a Seichō Matsumoto, che ha trascorso la prima metà della sua vita a Kitakyūshū e si trova vicino al castello di Kokura.

## Descrizione
Inaugurato nel 1998, il museo espone pannelli grafici per presentare una collezione di opere di Seichō Matsumoto e articoli correlati (suoi manoscritti, lettere, oggetti preferiti, ecc.). La sua sala studio, biblioteca e sala di ricevimento, chiamata "Il castello del pensiero e della creazione", sono anche esposte lì. Sono stati trasferiti dalla sua residenza nel quartiere Suginami, Tokyo dove ha trascorso la seconda metà della sua vita. Oltre a queste mostre permanenti, si tengono spesso mostre speciali su Seichō Matsumoto.
Il museo è anche un centro di ricerca su Seichō Matsumoto e pubblica riviste di ricerca ogni anno. Ha vinto il Kikuchi Kan Prize nel 2008 per attività di ricerca.

## Architettura
- Costruzione: edificio a due piani
- Piano di costruzione: Tadanaga Miyamoto(宮本 忠長) Architect and Associates[4]
- Area di costruzione: 1,583.50 m²
- Superficie totale: 3,391.69 m²
- Apertura: 4 agosto 1998